# Анатолий (Ставицкий)
Архимандрит Анатолий (в миру Августин Ставицкий; около 1748 — 28 февраля 1828, Новоиерусалимский монастырь) — архимандрит Русской православной церкви, архимандрит Юрьева Новгородского монастыря.

## Биография
Августин Ставицкий родился около 1748 года на территории Черниговской епархии.
Обучался в черниговских училищах, потом в Киевской духовной академии, Уманьском базилианском училище и за границею — в Пресбурге.
По возвращении в Россию, в 1782 году, постригся в монашество с именем Анатолий, рукоположён в иеромонаха и назначен учителем и префектом в Киевскую академию.
В 1786 году вызывался в Смоленскую семинарию, но чрез год возвратился в академию.
С 1789 года — профессор богословия Киевской духовной академии.
В 1793 году был в Польше при войсках в должности главного полкового священника, но по возвращении оттуда продолжал службу в академии.
В 1795 году сделан начальником киево-печерской лаврской типографии, в 1798 году причислен к соборным иеромонахам лавры и в 1800 году назначен присутствующим в киевской дикастерии.
В 1801 году Анатолий возведён в сан архимандрита Паисиина Галицкого монастыря Костромской епархии, и назначен ректором Костромской духовной семинарии, присутствующим в консистории, благочинным ближайших монастырей и цензором проповедей.
Все эти обязанности возложены были на него и в Ярославской епархии, куда он переведён в 1802 году и где жил до 1820 года сначала настоятелем Борисоглебского на Устье монастыря, а с 1 ноября 1808 года — Ростовского Богоявленского.
6 февраля 1820 году назначен настоятелем Юрьева монастыря Новгородской епархии. 21 августа 1822 года уволен на покой в Хутынский монастырь.
17 декабря 1824 года он переселился в Воскресенский Новоиерусалимский монастырь, где 28 февраля 1828 года скончался.